# Chiesa di San Felice di Riu
La chiesa di San Felice di Riu (in catalano: església de Sant Feliu de Riu) è un luogo di culto cattolico che si trova nel comune di Montagut i Oix, in Catalogna.

## Storia

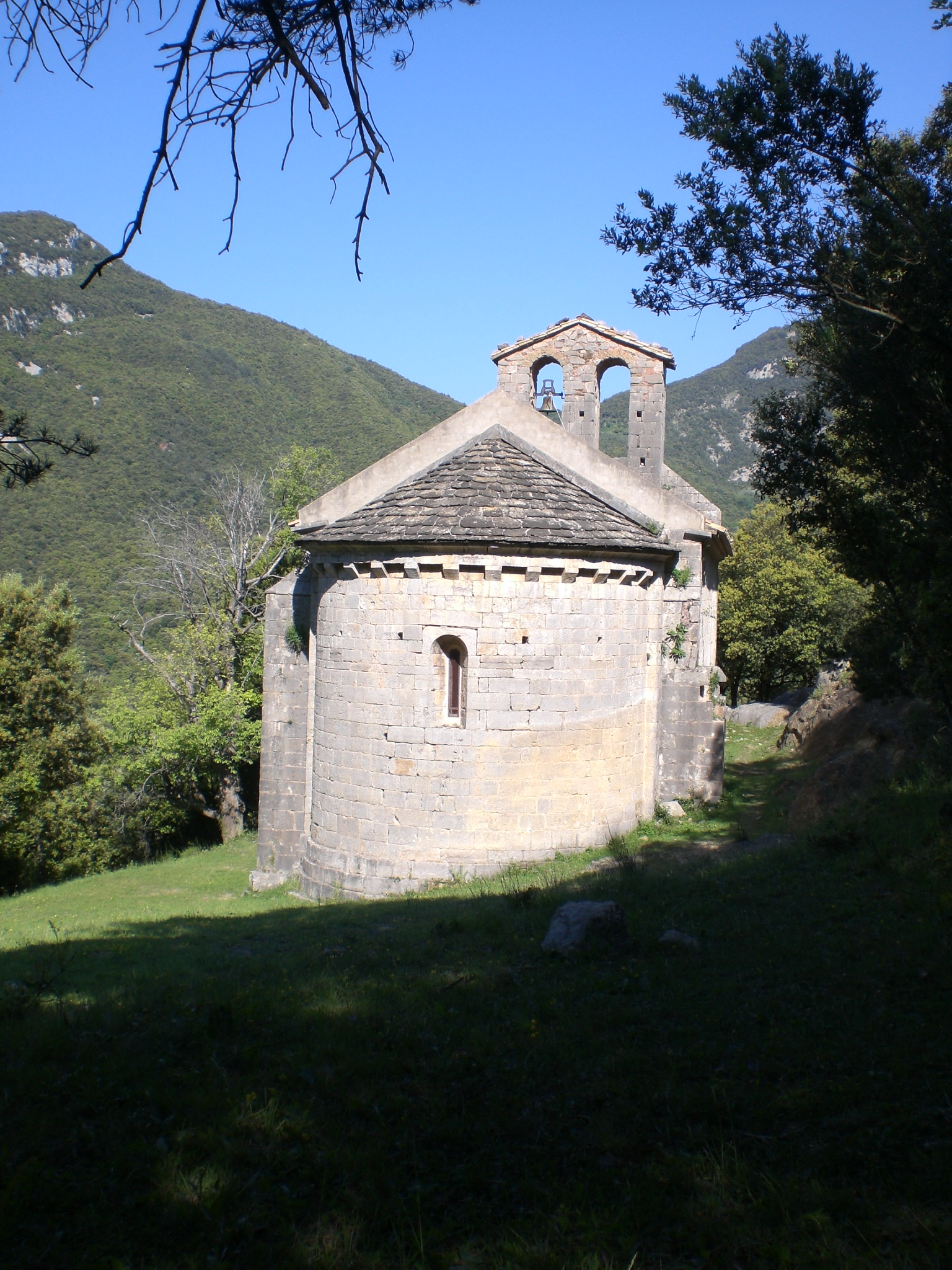
Vista della parte absidale.

L'antica chiesa di chiesa di San Felice di Riu è stata una parrocchiale. L'edificio romanico risale al XII secolo ed è stato costruito in una regione dove anticamente vi erano miniere di rame.

## Descrizione

### Esterno
La chiesa è quasi un eremo, edificato in stile romanico nella vallata del torrente Riu. La facciata, come tutta la struttura, è in pietra a vista. Il portale ha tre cornici ed è concluso da un arco a tutto sesto. Al centro del prospetto è presente una stretta finestra con arco superiore dentato e, in alto, il campanile a vela doppio.

### Interno
La navata interna è unica con volta a sesto acuto. L'abside è semicircolare e presenta al centro una doppia fenditura.